# Xã South Whitehall, Quận Lehigh, Pennsylvania
Xã South Whitehall (tiếng Anh: South Whitehall Township) là một xã thuộc quận Lehigh, tiểu bang Pennsylvania, Hoa Kỳ. Năm 2010, dân số của xã này là 19.180 người.